# Oceanside Pier
Oceanside Pier (en français : estacade d'Oceanside) est une jetée en bois s'élançant sur l'océan Pacifique à Oceanside, ville des États-Unis établie dans le nord du comté de San Diego en Californie du Sud. 
D'une longueur de 596 mètres, c'est la plus longue jetée en bois de la côte ouest des États-Unis.

## Histoire

Oceanside Pier.

Oceanside Pier a été construit en 1888 mais a été détruite par les tempêtes pendant l'hiver 1890 et reconstruite en 1893 par Melchoir Pieper. La jetée a encore été détruite à quatre reprises par de fortes tempêtes, et à chaque fois reconstruite. La jetée actuelle a été bâtie et ouverte officiellement au public en septembre 1987, au coût de 5 millions de dollars.  
Au pied de la jetée se trouve l'amphithéâtre « Junior Seau Pier », qui accueille de nombreux événements tout au long de l'année. Près de la jetée s'élève le centre communautaire « Junior Seau Beach », également connu sous le nom « Beach Recreation Centre », qui comprend notamment un gymnase, une salle de réunion et un théâtre. L'amphithéâtre et le centre communautaire ont été rebaptisés à titre posthume en 2012 en l'honneur du héros du football local, Junior Seau.